# Hokej na travi na OI 1936.
Olimpijske igre 1936. su se održale u Njemačkoj, u Berlinu.

## Natjecateljski sustav
Momčadi su igrale u trima skupinama po jednostrukom ligaškom sustavu. Za pobjedu se dobivalo 2 boda, za neriješeno bod, a za poraz ništa. 
Pobjednici skupina te drugoplasirani iz skupine "C" su išle u poluzavršnicu. Pobjednik "A" je igrao s drugim iz "C", a pobjednici "B" i "C" međusobno. Pobjednici su igrali završnicu, a poraženi za brončano odličje.

## Mjesto i vrijeme odigravanja susreta
Turnir se igrao od 4. do 15. kolovoza 1936.

## Momčadi sudionice
Vidi članak hokej na travi na OI 1936., sastavi momčadi.
Sudjelovalo je jedanaest momčadi: Britanske Indije, Japana, Danske, Nizozemske, Francuske, Belgije, Mađarske, Afganistana, Švicarske, SAD-a i domaćina Njemačke.
Svakoj državi je bilo dopušteno dovesti 22 igrača i svi su mogli sudjelovati na turniru, bez razlike. Ukupno su dovele 214 hokejaša. U dijelu natjecanja do utješnog kruga, ukupno se natjecao 161 hokejaš iz 11 država (u brojku su uračunati igrači koji su odigrali barem jedan susret).
Poznata su imena samo manjem broju pričuvnih igrača. 5 igrača iz Belgije, troje iz Danske, dvoje iz Japana su se natjecali samo u utješnom krugu, ali nisu poznata sva njihova imena.
Afganistan je doveo 18 hokejaša, a susrete je odigralo njih 12.

Belgija je dovela 22 hokejaša, a susrete je odigralo njih 12.

Danska je dovela 17 hokejaša, a susrete je odigralo njih 13.

Francuska je dovela 22 hokejaša, a susrete je odigralo njih 18.

Indija je dovela 22 hokejaša, a susrete je odigralo njih 19.

Japan je doveo 15 hokejaša, a susrete je odigralo njih 11.

Mađarska je dovela 21 hokejaša, a susrete je odigralo njih 15.

Njemačka je dovela 22 hokejaša i svi su odigrali sve susrete.

Nizozemska je dovela 18 hokejaša, a susrete je odigralo njih 12.

SAD su dovele 15 hokejaša, a susrete je odigralo njih 14.

Švicarska je dovela 22 hokejaša, a susrete je odigralo njih 13.

### Afganistan
Jammaluddin Affendi, Sheyd Ali Atta, Sheyd Ali Baba, Shazada Asif, Seyd Ayub, Mohammad Faruq, Fazal Hussain, Shazada Malook, Shah Shazada Shuja, Shazada Sultan, Sardar Wahid, Shazada Zahir

### Belgija
Lambert Adelot, Henri Delaval, Paul Delheid, Teddy Leplat, Eugène Moreau de Melen, Edouard Portielje, Jacques Putz, Jacques Rensburg, Emmanuel Van de Merghel, Reggy Van de Putte, Albert Van den Branden, Corneille Wellens.

U izvorima se nalaze još i ovi igrači: Raymond Distave, Louis Eloy, Pierre Geelhand, Willy Hagenaers

### Danska
Arne Blach, Otto Busch, Jørgen Robert Hansen, Henning Holst, Vagn Hovard, Johannes Robert Jensen, Aage Kirkegaard, Henry Kristian Larsen, Carl Malling, Louis Prahm, Mogens Thomassen, Mogens Venge, Carl Gunther Weiss

U izvorima se nalaze još i ovi igrači: Jørgen Gry, Gunner Larsen, Vagn Loft, Tage Schultz

### Francuska
Guy Chevalier, Emmanuel Gonat, Joseph Goubert, Claude Gravereaux, Félix Grimonprez, Étienne Guibal, Guy Hénon, Charles Imbault, Paul Imbault, Marcel Lachmann, Claude Roques, Jean Rouget, Paul Sartorius, Claude Soulé, Raymond Tixier, François Verger, Michel Verkindère, Anatole Vologe

### Brit. Indija
Richard Allen,  Dhyan Chand,  Ali Dara,  Lionel Emmett,  Peter Fernandes,  Joseph Galibardy,  Earnest Goodsir-Cullen,  Mohammed Hussain,  Sayed Mohammed Jaffar,  Ahmed Khan,  Ahsan Khan,  Mirza Masood,  Cyril Michie,  Baboo Nimal,  Joseph Phillips,  Shabban Shabab-ud-Din,  Garewal Singh,  Roop Singh,  Carlyle Tapsell

### Japan
Šunkići Hamada, Mićihiro Ito, Takeo Ito, Makoto Kikući, Daiđi Kuraući, Tošio Ocu, Jošio Sakai, Osamu Takeći, Noboru Tanaka, Sadao Vakizaka, Takehiko Janagi

### Mađarska
Béla Bácskai, Zoltán Berkes, Dénes Birkás, László Cseri, Béla Háray, István Hircsák, Gyula Kormos, Gusztáv Lifkai, Róbert Lifkai, Tamás Márffy, György Margó, Ferenc Miklós, Ferenc Szamosi, Géza Teleki, Zoltán Turcsányi

### Nizozemska
Henk de Looper, Jan de Looper, Aat de Roos, Rein de Waal, Piet Gunning, Inge Heybroek, Hans Schnitger, René Sparenberg, Ernst van den Berg, Ru van der Haar, Tonny van Lierop, Max Westerkamp

### Njemačka
Hermann auf der Heide, Ludwig Beisiegel, Erich Cuntz, Karl Dröse, Alfred Gerdes, Werner Hamel, Harald Huffmann, Erwin Keller, Herbert Kemmer, Werner Kubitzki, Paul Mehlitz, Karl Menke, Fritz Messner, Detlef Okrent, Heinrich Peter, Heinz Raack, Karl Ruck, Hans Scherbart, Heinz Schmalix, Tito Warnholtz, Kurt Weiß, Erich Zander

### SAD
William Boddington, Lanphear Buck, Amos Deacon, Horace Disston, Samuel Ewing, Paul Fentress, James Gentle, Ellwood Godfrey, Lawrence Knapp, David McMullin, Leonard O'Brien, Charles Sheaffer, Alexis Thompson, John Turnbull

U izvorima se nalazi još i ovaj igrač: Wilson Hobson.

Trener: Frank Leslie Jones.

### Švicarska
Roland Annen, René Courvoisier, Adolf Fehr, Konrad Fehr, Louis Gilliéron, Hans Gruner, Fridolin Kurmann, Charles Légeret, Giancarlo Luzzani, Walther Meier, Walter Scherrer, Roger Toffel, Ernst Tüscher

## Rezultati

### Pretkrug
Sastavi označeni zelenom bojom su išli u borbu za odličja.

#### Skupina "A"
| Nadnevak     |  | Sastav       |       | Sastav   |
| ------------ |  | ------------ | ----- | -------- |
| 5. kolovoza  |  | Japan        | 5 : 1 | SAD      |
| 5. kolovoza  |  | Brit. Indija | 4 : 0 | Mađarska |
| 7. kolovoza  |  | Brit. Indija | 7 : 0 | SAD      |
| 8. kolovoza  |  | Japan        | 3 : 1 | Mađarska |
| 10. kolovoza |  | Brit. Indija | 9 : 0 | Japan    |
| 10. kolovoza |  | Mađarska     | 3 : 1 | SAD      |

| Mj. | Sastav       | Ut | Pb | N | Pz | Pos | Pri | RP  | Bod |
| --- | ------------ | -- | -- | - | -- | --- | --- | --- | --- |
| 1.  | Brit. Indija | 3  | 3  | 0 | 0  | 20  | 0   | 20  | 6   |
| 2.  | Japan        | 3  | 2  | 0 | 1  | 8   | 11  | -3  | 4   |
| 3.  | Mađarska     | 3  | 1  | 0 | 2  | 4   | 8   | -4  | 2   |
| 4.  | SAD          | 3  | 0  | 0 | 3  | 2   | 15  | -13 | 0   |

#### Skupina "B"
| Nadnevak    |  | Sastav     |       | Sastav     |
| ----------- |  | ---------- | ----- | ---------- |
| 4. kolovoza |  | Afganistan | 6 : 6 | Danska     |
| 6. kolovoza |  | Njemačka   | 6 : 0 | Danska     |
| 8. kolovoza |  | Njemačka   | 4 : 1 | Afganistan |

| Mj. | Sastav     | Ut | Pb | N | Pz | Pos | Pri | RP | Bod |
| --- | ---------- | -- | -- | - | -- | --- | --- | -- | --- |
| 1.  | Njemačka   | 2  | 2  | 0 | 0  | 10  | 1   | 9  | 4   |
| 2.  | Afganistan | 2  | 0  | 1 | 1  | 7   | 10  | -3 | 1   |
| 3.  | Danska     | 2  | 0  | 1 | 1  | 6   | 12  | -6 | 1   |

#### Skupina "C"
| Nadnevak    |  | Sastav     |       | Sastav    |
| ----------- |  | ---------- | ----- | --------- |
| 4. kolovoza |  | Francuska  | 1 : 0 | Švicarska |
| 4. kolovoza |  | Nizozemska | 2 : 2 | Belgija   |
| 6. kolovoza |  | Nizozemska | 4 : 1 | Švicarska |
| 7. kolovoza |  | Francuska  | 2 : 2 | Belgija   |
| 9. kolovoza |  | Švicarska  | 2 : 1 | Belgija   |
| 9. kolovoza |  | Nizozemska | 3 : 1 | Francuska |

| Mj. | Sastav     | Ut | Pb | N | Pz | Pos | Pri | RP | Bod |
| --- | ---------- | -- | -- | - | -- | --- | --- | -- | --- |
| 1.  | Nizozemska | 3  | 2  | 1 | 0  | 9   | 4   | 5  | 5   |
| 2.  | Francuska  | 3  | 1  | 1 | 1  | 4   | 5   | -1 | 3   |
| 3.  | Belgija    | 3  | 0  | 2 | 1  | 5   | 6   | -1 | 2   |
| 4.  | Švicarska  | 3  | 1  | 0 | 2  | 3   | 6   | -3 | 2   |

### Za odličja
| Poluzavršnica                            | Poluzavršnica                                      | Poluzavršnica | Poluzavršnica                                                             | Poluzavršnica                                                             | Poluzavršnica                                                             | Poluzavršnica | Poluzavršnica |  |
| ---------------------------------------- | -------------------------------------------------- | --- | ------------------------------------------------------------------------- | ------------------------------------------------------------------------- | ------------------------------------------------------------------------- | --- | ------------- |  |
| 12. kolovoza hokejaški stadion u Berlinu | Brit. Indija                                       | 10 | :                                                                         | 0                                                                         | Francuska                                                                 | |               |  |
| 16:30                                    | Sastavi:                                           | Allen; Tapsell, Hussain; Goodsir-Cullen, Masood, Galibardy; Shabban, Dara, Chand, R. Singh, Jaffar                               | (4                                                                        | :                                                                         | 0)                                                                        | Tixier; Chevalier, P. Imbault; Gravereaux, Grimonprez, Verger; Sartorius, Gonat, Goubert, Soulé, Vologe                           |               |  |
|                                          | Pogodci:                                           | 1:0 (6'), 2:0, 3:0, 4:0, 5:0 (50'), 6:0, 7:0, 8:0, 9:0, 10:0                                                                     | 1:0 (6'), 2:0, 3:0, 4:0, 5:0 (50'), 6:0, 7:0, 8:0, 9:0, 10:0              | 1:0 (6'), 2:0, 3:0, 4:0, 5:0 (50'), 6:0, 7:0, 8:0, 9:0, 10:0              | 1:0 (6'), 2:0, 3:0, 4:0, 5:0 (50'), 6:0, 7:0, 8:0, 9:0, 10:0              | 1:0 (6'), 2:0, 3:0, 4:0, 5:0 (50'), 6:0, 7:0, 8:0, 9:0, 10:0                                                                      |               |  |
|                                          | Suci: Reinberg (Njemačka), A. de Bue (Belgija)     | |                                                                           |                                                                           |                                                                           | |               |  |
|                                          |                                                    | |                                                                           |                                                                           |                                                                           | |               |  |
| 12. kolovoza hokejaški stadion u Berlinu | Njemačka                                           | 3 | :                                                                         | 0                                                                         | Nizozemska                                                                | |               |  |
| 18:00                                    | Sastavi:                                           | Dröse; Kemmer, Zander; Gerdes, Keller, Schmalix; Huffmann, Mehlitz, Weiß, Scherbart, Messner                                     | (1                                                                        | :                                                                         | 0)                                                                        | J. de Looper; de Waal, Westerkamp; H. de Looper, van der Haar, van Lierop; Gunning, Schnitger, van den Berg, Heybroek, Sparenberg |               |  |
|                                          | Pogodci:                                           | 1:0 (22'), 2:0 (45'), 3:0 (60')                                                                                                  | 1:0 (22'), 2:0 (45'), 3:0 (60')                                           | 1:0 (22'), 2:0 (45'), 3:0 (60')                                           | 1:0 (22'), 2:0 (45'), 3:0 (60')                                           | 1:0 (22'), 2:0 (45'), 3:0 (60')                                                                                                   |               |  |
|                                          | Suci: M. Furgeot (FRA), Jagan Nath (IND)           | |                                                                           |                                                                           |                                                                           | |               |  |
| Za brončano odličje                      |                                                    | |                                                                           |                                                                           |                                                                           | |               |  |
| 14. kolovoza                             | hokejaški stadion u Berlinu, igralište br. 2       | Nizozemska | 4                                                                         | -                                                                         | 3                                                                         | Francuska |               |  |
| 16:30                                    | Sastavi:                                           | J. de Looper; de Waal, Westerkamp; H. de Looper, van der Haar, van Lierop; Gunning, Schnitger, van den Berg, de Roos, Sparenberg | (2                                                                        | -                                                                         | 1)                                                                        | Tixier; Chevalier, P. Imbault; Gravereaux, Grimonprez, Verger; Sartorius, Vologe, Goubert, Soulé, Roques                          |               |  |
|                                          | Pogodci:                                           | 1:0, 1:1, 2:1, 3:1 (38'), 3:2, 3:3 (58'), 4:3 (65')                                                                              | 1:0, 1:1, 2:1, 3:1 (38'), 3:2, 3:3 (58'), 4:3 (65')                       | 1:0, 1:1, 2:1, 3:1 (38'), 3:2, 3:3 (58'), 4:3 (65')                       | 1:0, 1:1, 2:1, 3:1 (38'), 3:2, 3:3 (58'), 4:3 (65')                       | 1:0, 1:1, 2:1, 3:1 (38'), 3:2, 3:3 (58'), 4:3 (65')                                                                               |               |  |
|                                          | Suci: Hörmann (Njemačka), Jagan Nath (IND)         | |                                                                           |                                                                           |                                                                           | |               |  |
| Završnica                                |                                                    | |                                                                           |                                                                           |                                                                           | |               |  |
| 15. kolovoza hokejaški stadion u Berlinu | Brit. Indija                                       | 8 | -                                                                         | 1                                                                         | Njemačka                                                                  | |               |  |
| 11:00                                    | Sastavi:                                           | Allen; Tapsell, Hussain; Nimal, Goodsir-Cullen, Galibardy; Shabban, Dara, Chand, R. Singh, Jaffar                                | (1                                                                        | -                                                                         | 0)                                                                        | Dröse; Kemmer, Zander; Gerdes, Keller, Schmalix; Huffmann, Hamel, Weiß, Scherbart, Messner                                        |               |  |
|                                          | Pogodci:                                           | 1:0 (32'), 2:0 (42'), 3:0, 4:0 (47'), 4:1 (52'), 5:1 (53'), 6:1, 7:1, 8:1                                                        | 1:0 (32'), 2:0 (42'), 3:0, 4:0 (47'), 4:1 (52'), 5:1 (53'), 6:1, 7:1, 8:1 | 1:0 (32'), 2:0 (42'), 3:0, 4:0 (47'), 4:1 (52'), 5:1 (53'), 6:1, 7:1, 8:1 | 1:0 (32'), 2:0 (42'), 3:0, 4:0 (47'), 4:1 (52'), 5:1 (53'), 6:1, 7:1, 8:1 | 1:0 (32'), 2:0 (42'), 3:0, 4:0 (47'), 4:1 (52'), 5:1 (53'), 6:1, 7:1, 8:1                                                         |               |  |
|                                          | Suci: R. Liégeois (Belgija), T. J. van't Lam (NED) | |                                                                           |                                                                           |                                                                           | |               |  |
|                                          |                                                    | |                                                                           |                                                                           |                                                                           | |               |  |

Završnicu se izvorno predvidilo održati 14. kolovoza, odmah iza susreta za broncu.
Zbog neprekidne kiše igralište nije bilo imalo uvjete za igru te je susret odložen za iduće jutro.

Pobijedila je momčad Indije.

## Završni poredak
| Momčadi |            |
| Zlato   | Indija     |
| Srebro  | Njemačka   |
| Bronca  | Nizozemska |
| 4.      | Francuska  |
| 5.      | Švicarska  |
| 6.      | Afganistan |
| 7.      | Japan      |
| 8.      | Mađarska   |
| 9.      | Belgija    |
| 10.     | Danska     |
| 11.     | SAD        |

| Olimpijski prvaci 1936.   |
| ------------------------- |
| Brit. Indija Treći naslov |